# Јаша Баков
Јаша Баков (1906—1974) је бивши југословенски атлетски репрезентативац у периоду од 1934. до 1948. Такмичио се у скоку мотком. Пре рата је био члан АК Југославије из Београда, а после рата АК Руски Крстур.

## Биографија
Баков је рођен 9. децембра 1906. године у Ђурђеву у русинској породици. Отац му је 1914. године погинуо у рату. Основну школу је завршио у родном месту поред Жабља у Шајкашкој. Гимназију је похађао у Зрењанину (тадашњем Великом Бечкереку) и Новом Саду. Као одличан ученик био је ослобођен усменог испита приликом полагања матуре.
По наговору своје мајке и деде, који је био појац, одлази у Рим и уписује се на Теолошки факултет. Међутим, ускоро напушта Рим и уписује се на Филозофски факултет у Београду, група југословенска књижевност, српскохрватски језик и француски језик, где је дипломирао 1934. године.

## Спортска биографија
Јаша Баков је три пута био првак Југославије у скоку мотком 1934. (3,30 м), 1937. (3,50 м), 1947 (3,70 м).
Учествовао је на Летњим олимпијским играма 1936. у Берлину, где се скоком од 3,70 м. поставио државни рекорд, али се није успео квалификовати у финале. Поделио је 26. место.
Лични рекорд 3,75 м постигао је 1937. године
Јаша Баков је један од пионира атлетике у Руском Крстуру, где је по завршетку такмичарске каријере, као тренер своја искуства преносио на младе генерације. После његове смрти традиционалне спортске игре Русина носе његово име.